# Morihiro Higashikuni
Morihiro Higashikuni  (東久邇 盛厚?, Higashikuni Morihiro), nato Principe Higashikuni (盛厚王?, Morihiro Ō), (Tokyo, 6 maggio 1916 – Tokyo, 1º febbraio 1969) è stato un principe e militare giapponese, appartenente a un ramo cadetto della famiglia imperiale del Giappone e marito della principessa Shigeko, prima figlia dell'Imperatore Hirohito e dell'Imperatrice Kōjun.

## Primi anni di vita
Morihiro Higashikuni nacque a Tokyo il 6 maggio 1916, figlio maggiore ed erede del principe Naruhiko Higashikuni, nipote dell'imperatore Meiji e contemporaneamente cugino e genero dell'imperatore Hirohito. Come la maggior parte membri maschi della famiglia imperiale di quegli anni, fu educato fin da piccolo in previsione di una carriera nelle forze armate.

## Carriera militare
Dopo aver conseguito il diploma alla scuola Gakushūin e presso la scuola militare preparatoria, servì per una sessione nella Camera dei Pari. Nel giugno del 1937 si laureò presso la 49ª classe dell'Esercito imperiale giapponese e fu nominato secondo sottotenente dell'artiglieria da campagna nel successivo mese di agosto. Nel marzo seguente, fu promosso a tenente del 1º reggimento di artiglieria, di stanza nel Manciukuò.
Durante la battaglia di Khalkhin Gol dell'estate 1939, comandò la prima batteria del 1º reggimento di artiglieria da campagna del Kwantung. Nel mezzo della battaglia, si ritirò di fronte alla controffensiva sovietica senza ordini e il 2 agosto fu trasferito in Giappone. L'incidente fu censurato dai militari giapponesi, ma aiutò la propaganda per l'esercito sovietico. Nonostante questa apparente macchia sul suo stato di servizio, fu promosso a capitano d'artiglieria nel marzo del 1941. Dal dicembre 1942 al dicembre 1943, frequentò il collegio dell'esercito e dopo la laurea fu promosso a maggiore e iscritto nell'elenco di riserva.

## Matrimoni e famiglia

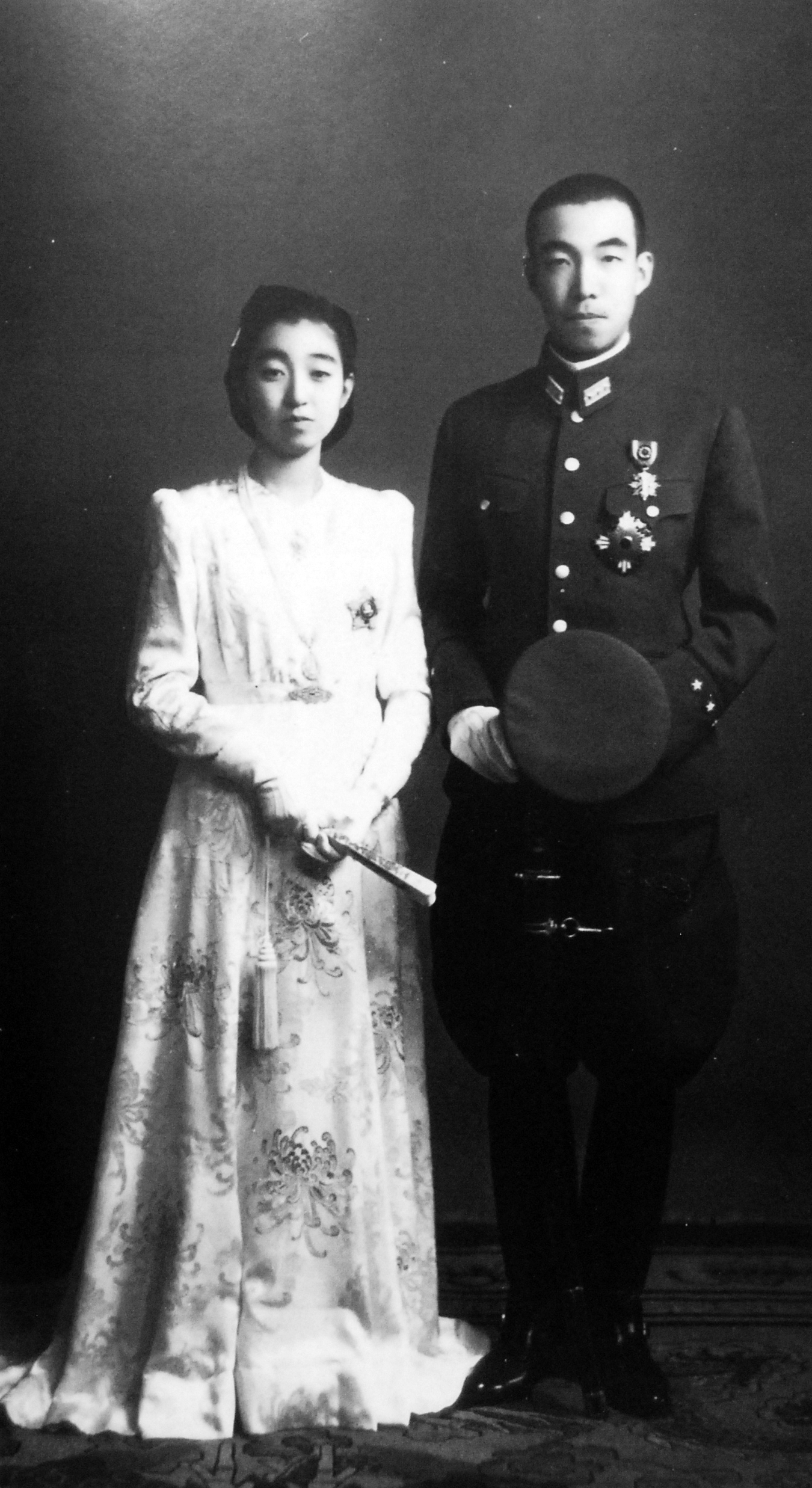
Il principe nel giorno del suo matrimonio.

Il 10 ottobre 1943, il principe Higashikuni sposò la diciottenne principessa Shigeko, figlia maggiore dell'Imperatore Hirohito e dell'Imperatrice Kōjun.
La coppia ebbe cinque figli, gli ultimi tre dei quali nacquero dopo che la famiglia Higashikuni fu rimossa dal registro della Casa Imperiale:
- Principe Nobuhiko (東久邇宮信彦王 Higashikuni-no-miya Nobuhiko ō, nato il 10 marzo 1945); sposato dal 1973 con Shimada Yoshiko, con un figlio, Higashikuni Yukihiko (nato nel 1974);
- Principessa Fumiko (文子女王 Fumiko Joo, nato il 23 dicembre 1946); sposato con Omura Kazutoshi;
- Hidehiko (東久邇秀彦?, nato il 30 giugno 1949); adottato dalla famiglia Mibu come "Mibu Motohiro";
- Naohiko (東久邇真彦?, nato nel 1953); sposato con Sato Kazuko, con due figli, Teruhiko e Mutsuhiko;
- Yuko (東久邇優子?, nato nel 1954).

La sua prima moglie, morì di cancro nel luglio del 1961. Nel 1964, Morihiro sposò la signorina Yoshiko Terao. Dal secondo matrimonio nacquero due figli: Atsuhiko e Morihiko.

## Ultimi anni di vita e morte
Nell'ottobre del 1947, durante l'occupazione americana, gli Higashikuni e gli altri rami cadetti della famiglia imperiale giapponese persero i loro titoli nobiliari e privilegi e divennero gente comune. Da non nobile tentò diverse iniziative imprenditoriali senza successo prima di diventare capo della divisione di ricerca della società mineraria di Hokkaidō e della compagnia Steamship.
Morì nel Centro medico San Luca di Tokyo il 1º febbraio 1969 per un cancro ai polmoni.

## Galleria d'immagini

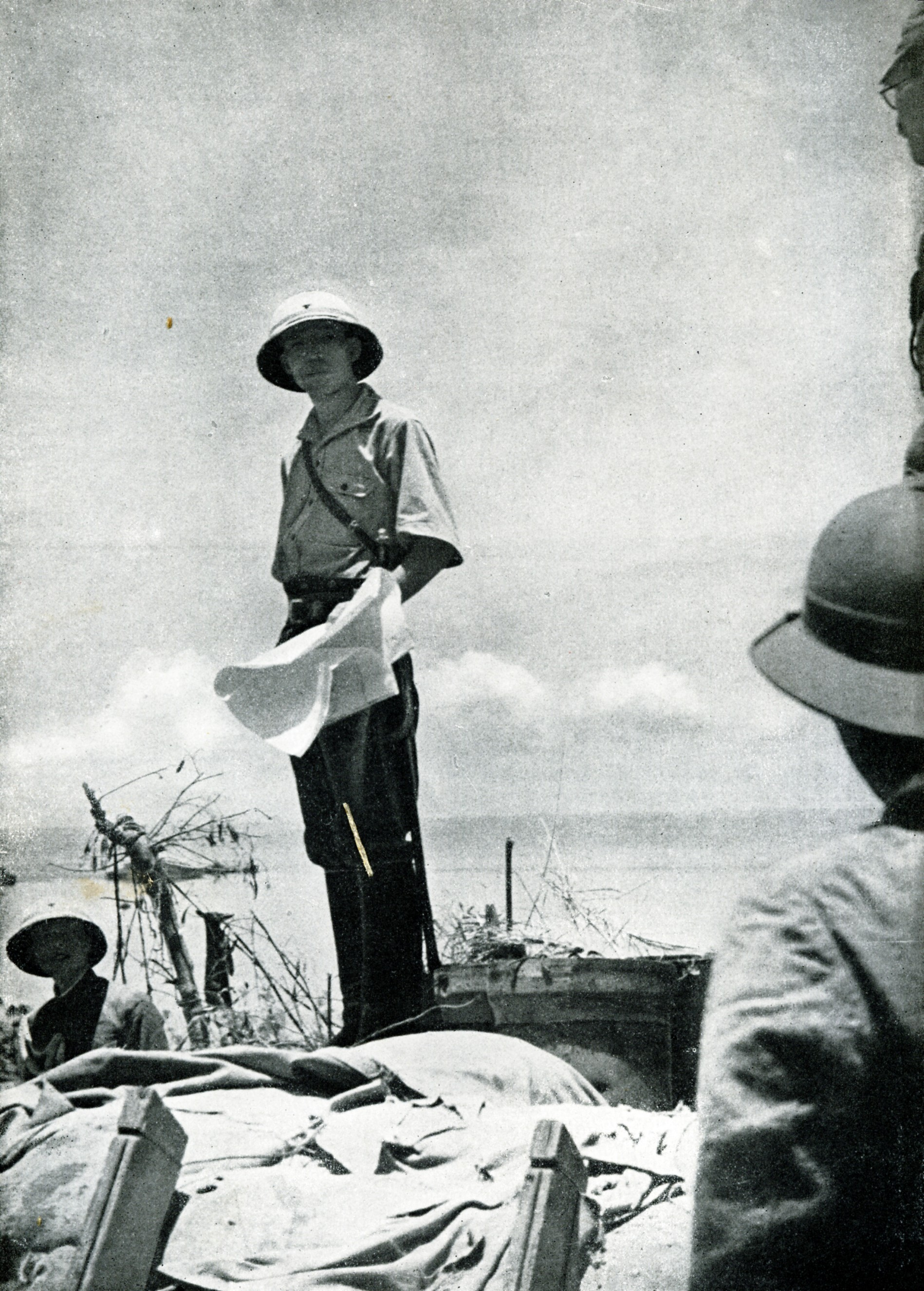
Il principe nelle Filippine durante la seconda guerra mondiale.